# Maria Geertruida Snabilie
Maria Geertruida Snabilie (gedoopt Haarlem, 28 april 1776 – aldaar, 7 februari 1838) was een Nederlandse schilderes. 

## Leven en werk
Snabilie (ook: Snabilië, Snabilié en Snabillé) was een dochter van Louis Christoff Snabilié ( Schnewly)  . Een  Zwitsers huursoldaat uit Affoltern am Albiss. Zij trouwde in 1796 met de kunstschilder Pieter Barbiers (1771-1837). Uit hun huwelijk werden onder anderen Pieter Barbiers (1798-1848),  Maria Geertruida Barbiers (1801-1849) en Cecilia Geertruida Barbiers (1809-1850) geboren.
Mogelijk leerde ze schilderen van haar echtgenoot. Ze legde zich toe op stillevens met bloemen en vruchten en exposeerde meerdere malen op de Amsterdamse tentoonstellingen van Levende Meesters.. Een aantal van haar tekeningen bevinden zich in het Teylers Museum Haarlem 

## Werken

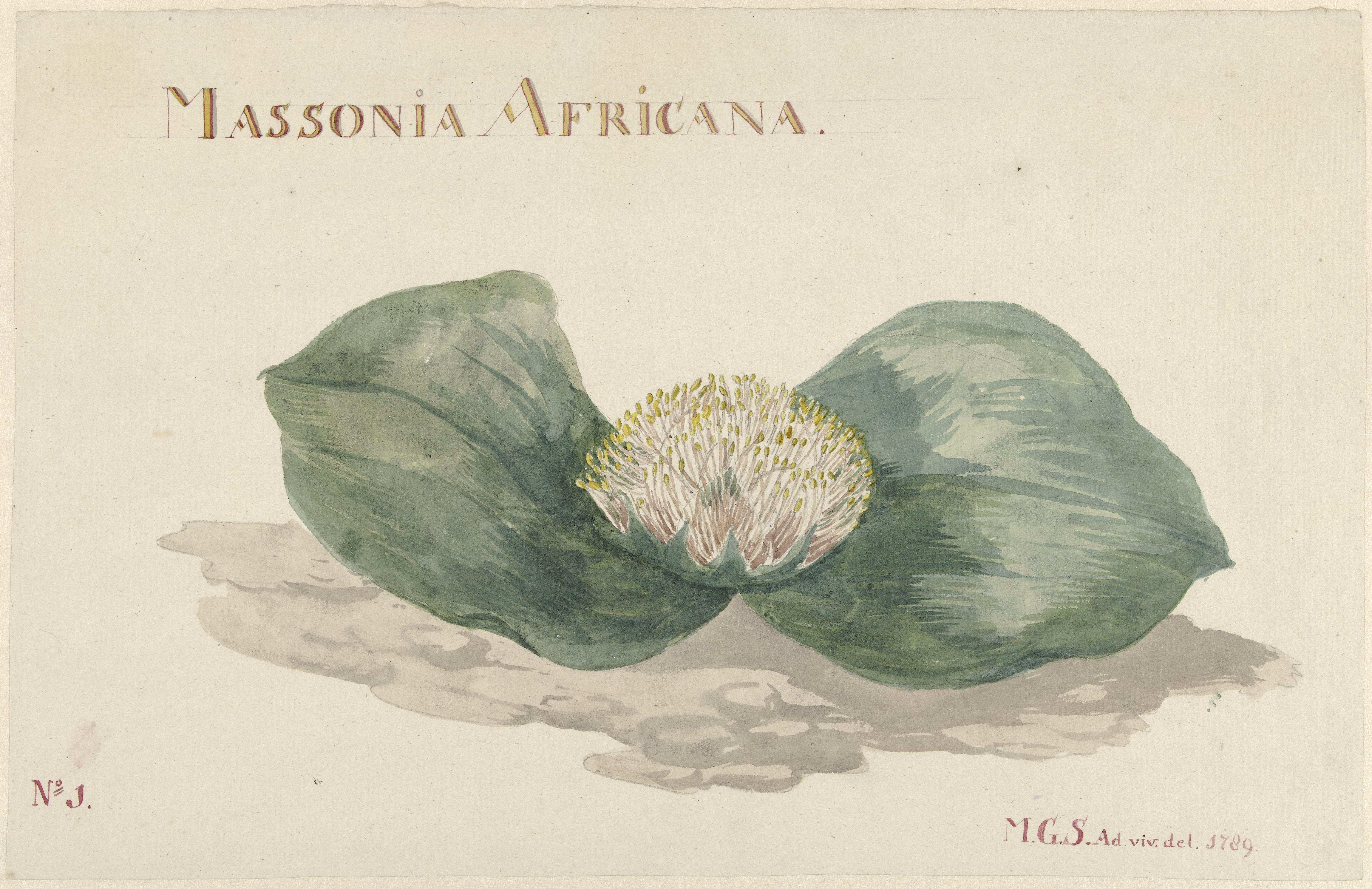
Massionia Africana (1789)
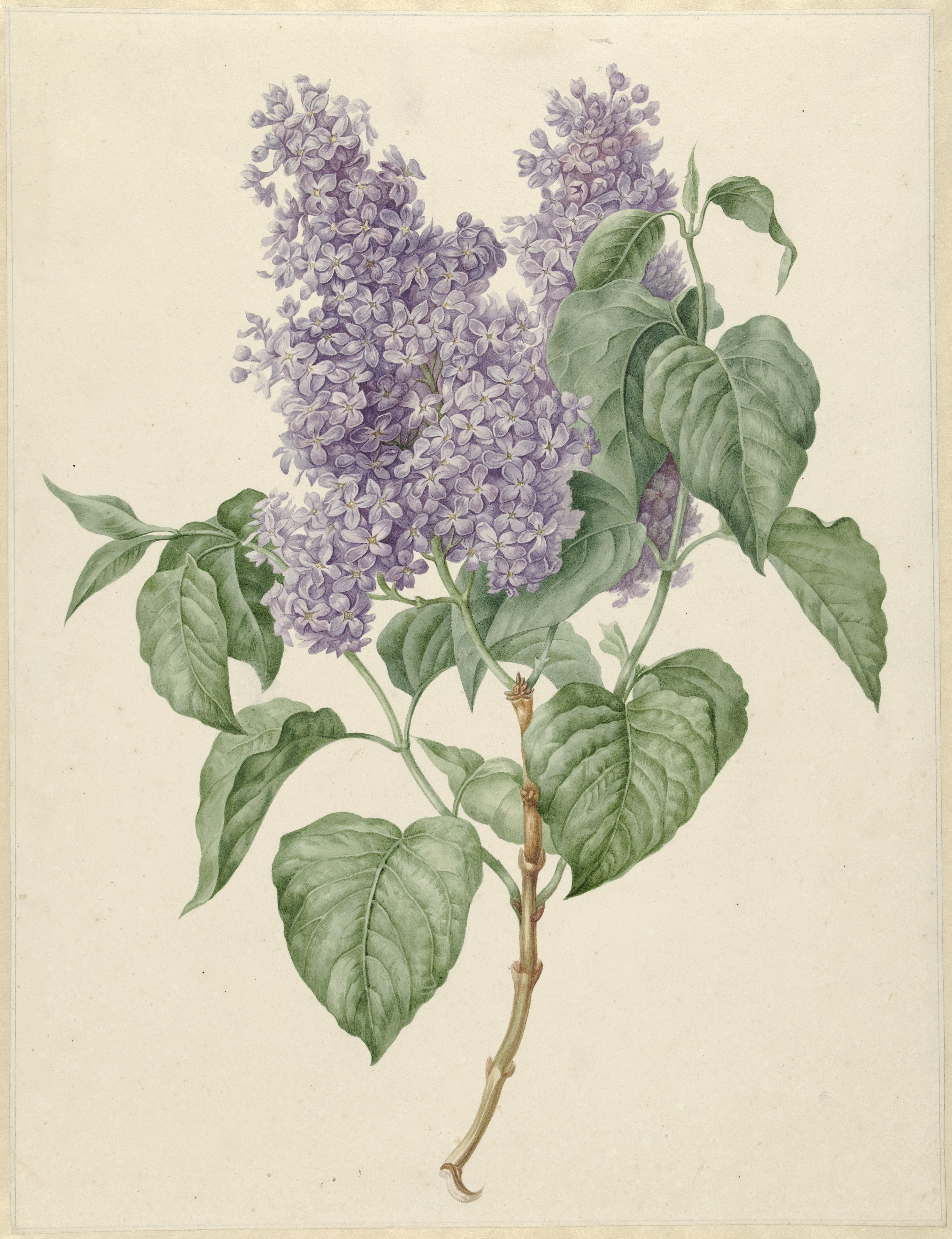
Tak met paarse seringen